# Casa da Roda (Praia da Vitória)
Casa da Roda da Praia da Vitória é um edifício histórico português que remonta aos século XVIII ou XIX. Era uma construção destinada a crianças que mães solteiras na época abandonavam por não as poderem alimentar, vestir ou porque eles eram resultados de gravidezes indesejadas.
Era propriedade da Câmara Municipal da Praia da Vitória.
Geralmente estas casas eram integradas em ordens religiosas como aconteceu no caso de Angra do Heroísmo onde a Casa da Roda estava incluída no Convento de São Gonçalo.
A mãe que pretendia deixar a criança nesta casa tinha simplesmente de entrar no átrio da mesma e por a criança (quase sempre bebé) num local próprio da parede, feito de madeira e com forma rotativa. Depois de colocar a criança tinha simplesmente de fazer rodar o mecanismo e tocar um sino que se encontrava no local para alertar o responsável que uma criança tinha ali sido colocada.
Isto era feito de forma incógnita e raríssimamente era sabido quem era a mãe da criança.
Este estratagema era muito utilizado pelas senhoras da alta sociedade da época que assim evitavam o aparecimento de bastardos na família.
Na prática trava-se de um sítio de passagem onde a criança raramente ficava até à idade adulta.